# Reality checkpoint

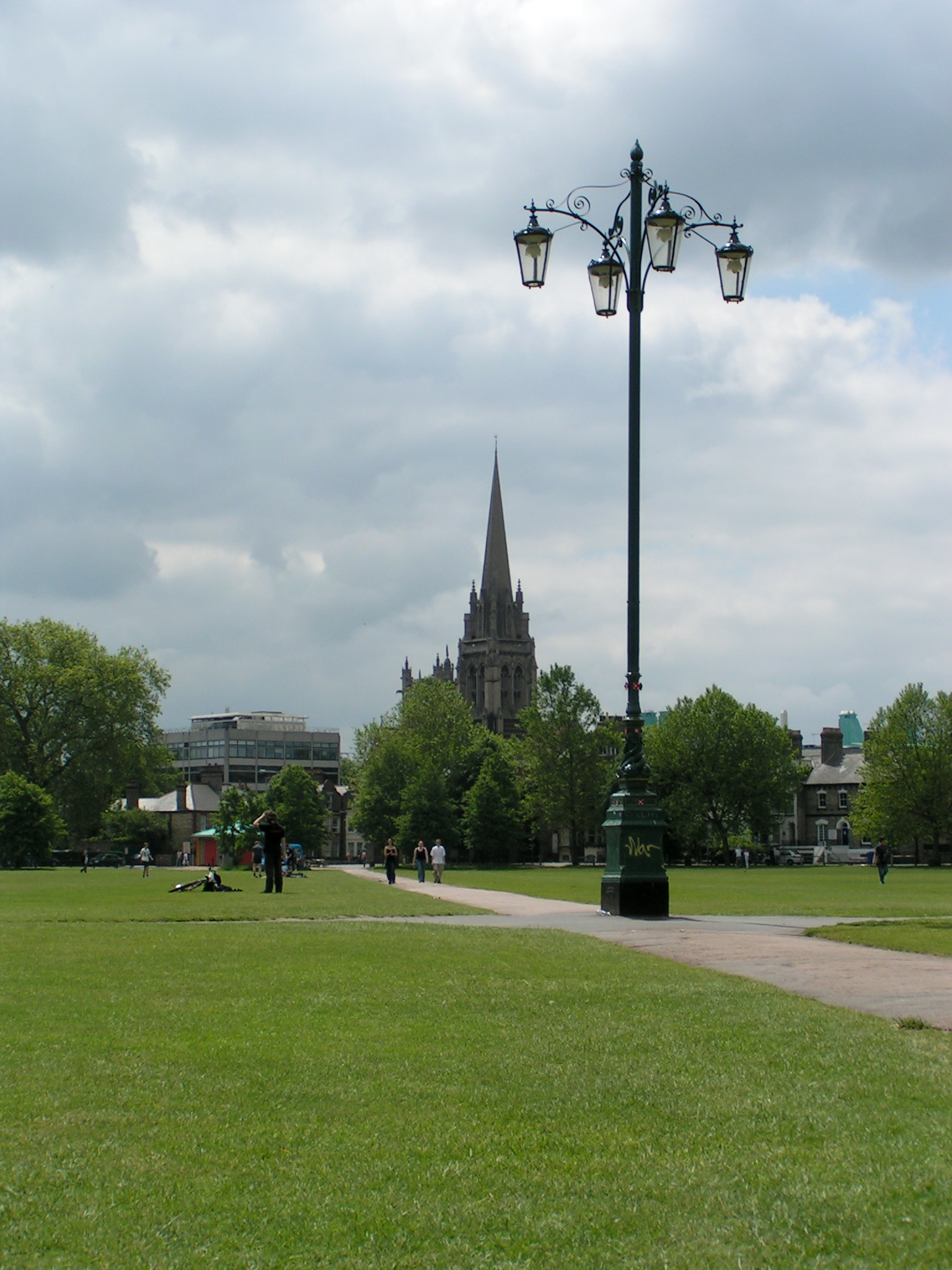
Reality checkpoint

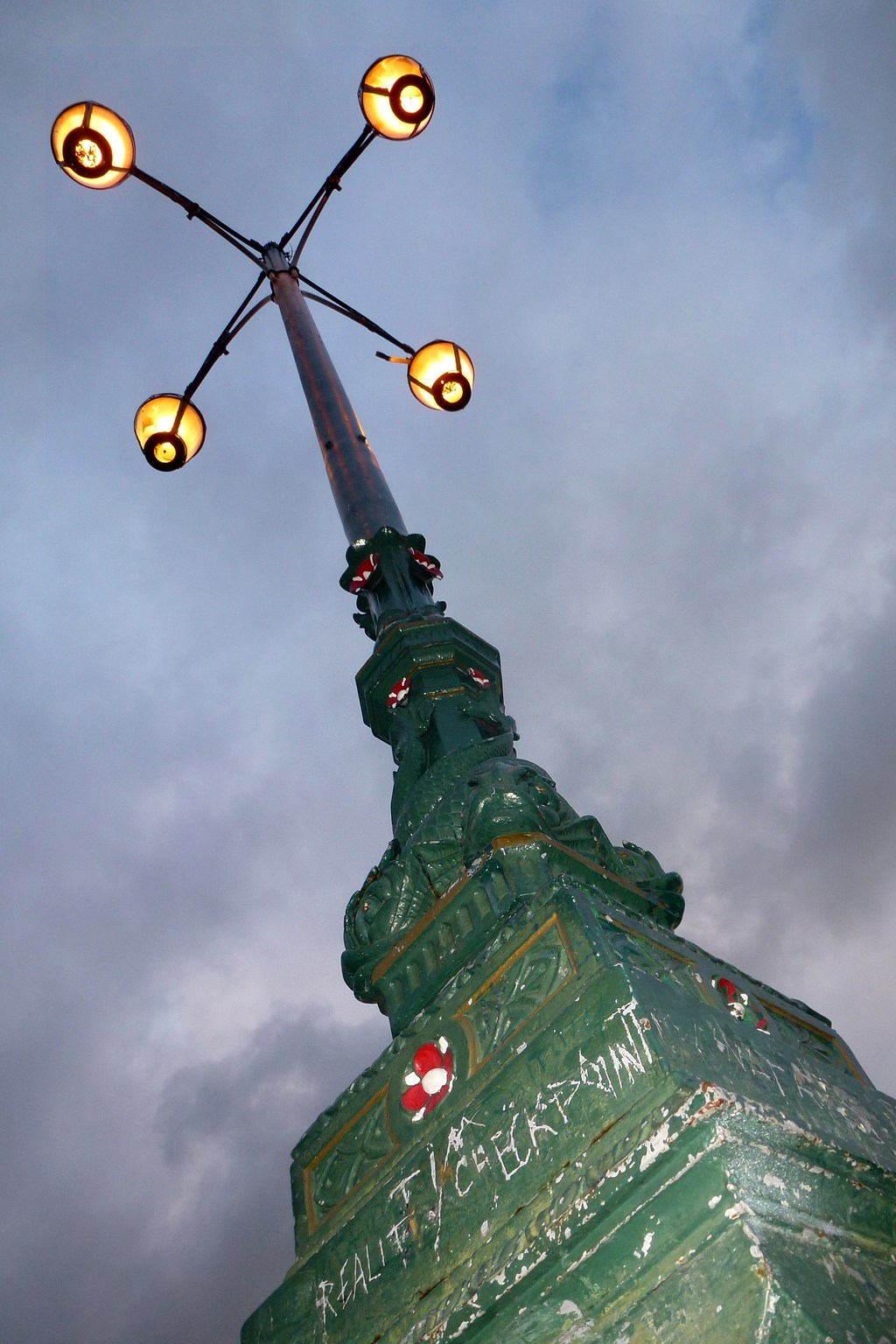
Détail de sa base recouverte de graffiti

Reality checkpoint est le nom donné à un grand lampadaire au milieu de la Parker's Piece (en), un parc de Cambridge au Royaume-Uni, situé à l'intersection des chemins en diagonale du parc,. Le nom vient d'un graffiti peint sur le lampadaire depuis le début des années 1970. Le lampadaire est également soupçonné être le plus ancien réverbère électrique de Cambridge.

### Sources bibliographiques
- (en) Mike Baker, « Not in front of the parents: How 'education speak' prevents teachers from being heard », Critical Quarterly, vol. 43, no 1,‎ 2001, p. 19–24 (DOI 10.1111/1467-8705.00333, lire en ligne).
- (en) Edward Hollis, « Reality Checkpoint », Cambridge Alumni Magazine, no 57,‎ 2009, p. 22–27 (lire en ligne).